# オーロラBキナーゼ
オーロラBキナーゼまたはオーロラキナーゼB（オーロラB、英: Aurora kinase B、Aurora B）は、ヒトではAURKB遺伝子にコードされるタンパク質であり、紡錘体の中心体への接着過程に機能する。

## 機能
有糸分裂や減数分裂時の染色体分離は、キナーゼやホスファターゼによって調節されている。オーロラキナーゼは染色体の移動や分離の際に微小管に結合する。オーロラBはキネトコア近傍の微小管、具体的にはK-fiber（動原体微小管）と呼ばれる特殊な微小管に局在し、一方オーロラAは中心体に局在する。

## 発見
1998年、オーロラBはヒトのがんで過剰発現しているキナーゼのPCRスクリーニングから同定された。同年、出芽酵母で過剰発現した際に増殖に変化が生じるキナーゼを発見するようデザインされたスクリーニングから、ラットのオーロラBが同定された。

## 発現と細胞内局在

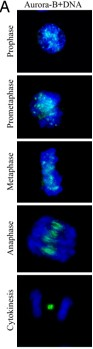
オーロラB（緑）は細胞周期依存的な局在を示す。（青はDNA）

オーロラBの発現と活性は細胞周期によって調節されている。オーロラBの発現はG2/M期の移行時に最大となり、有糸分裂中に最も活性が高くなる。
オーロラBは、染色体パッセンジャー複合体（chromosomal passenger complex）の構成要素である。オーロラBは前期には染色体に、前中期と中期には中心体に、そして後期には中央紡錘体（central spindle）に局在している。こうした局在パターンは哺乳類や線虫、ショウジョウバエの細胞で免系蛍光によって明らかにされ、より詳細な解析は哺乳類細胞においてGFPでタグ付けしたオーロラBの観察によって行われた。こうした解析により、オーロラBと中心体との結合は動的である（中心体のオーロラBと細胞質のオーロラBプールとの間では常に交換が起こっている）ことが示されている。また、後期における紡錘体微小管への結合によって、その動的性質が大きく制限されることも示唆されている。オーロラBの一部は赤道面の細胞皮質に局在しており、これらは星状体微小管によって輸送されたものである。

## 調節
オーロラBは、サバイビン、ボレアリン、INCENPと複合体を形成する。これら複合体の4つの構成要素それぞれが、他の3つの因子が適切に局在し機能するために必要である。INCENPはオーロラBのキナーゼ活性を刺激する。サバイビンも同様の機能を果たしている可能性がある。
前中期と中期にオーロラBがセントロメアに局在するためには、キネトコア特異的ヒストンH3バリアントであるCENP-Aのリン酸化が必要である。CENP-Aはセントロメアに結合し、キネトコアの組み立てに必要とされるタンパク質である。オーロラAによるCENP-Aのセリン7番のリン酸化によって、オーロラBはセントロメアへリクルートされる。また、オーロラB自身もリクルートされた後にCENP-Aの同じ残基をリン酸化する（後述）。
さらに、トポイソメラーゼIIがオーロラBの局在と酵素活性の調節に関与することが示唆されている。この調節的役割は、後期に先立って姉妹染色分体を切り離すトポイソメラーゼIIの役割と関係している可能性がある。トポイソメラーゼIIが枯渇した細胞では、有糸分裂後半にオーロラBとINCENPは中央紡錘体へ移行せず、未分離の姉妹染色分体のセントロメアに強固に結合したままとなる。また、こうした細胞ではオーロラBのキナーゼ活性が大きく低下する。トポイソメラーゼIIの喪失によるオーロラBの阻害効果は、BubR1の活性に依存しているようである（後述）。
オーロラBは、微小管のダイナミクスを調節するタンパク質EB1と結合することが示されている。間接的な免疫蛍光実験により、オーロラBとEB1は後期には中央紡錘体に、そして細胞質分裂時には中央体に共局在していることが示されている。EB1の過剰発現はオーロラBのキナーゼ活性を高めるが、その効果の少なくとも一部はPP2AによるオーロラBの脱リン酸化と不活性化の遮断によるものである。

## 染色体の二方向性結合における役割
いくつかの生物での研究から、オーロラBは紡錘体微小管とキネトコアとの間に適切な連結が形成されるよう保証することで、染色体の二方向性結合（biorientation）を監視していることが示されている。
RNAiまたは遮断抗体のマイクロインジェクションによるオーロラBの機能阻害によって、紡錘体の赤道面での染色体の整列が損なわれることが示されている。こうした欠陥が生じる理由については、現在研究が行われている。オーロラBの阻害は、シンテリック型結合（姉妹染色分体が同じ紡錘体極から発した微小管に接着される）の数を増加させる可能性がある。また、ドミナントネガティブ型の触媒不活性オーロラBの発現によって、微小管のキネトコアへの接着が破壊され、ダイニンやCENP-Eのキネトコアへの結合が阻害される。
酵母からヒトに至るまでさまざまな生物で、キネトコア上に多数のオーロラキナーゼの標的が存在することが明らかにされている。最も特筆すべきオーロラBの標的は、CENP-Aである。オーロラBによるCENP-Aのリン酸化は前中期に最大となる。オーロラAもオーロラBと同じリン酸化部位を標的とし、オーロラAによるリン酸化はオーロラBに先立って生じると考えられている。そのため、オーロラAによるCENP-Aのリン酸化によってオーロラBがセントロメアへリクルートされ、オーロラBによるリン酸化がポジティブフィードバックとしてCENP-Aのリン酸化状態を維持している、というモデルが提唱されている。このリン酸化部位の変異は、細胞質分裂の欠陥をもたらす。
オーロラBはセントロメア結合型キネシンMCAKとも相互作用する。オーロラBとMCAKは、どちらも前中期にinner centromereと呼ばれる領域に局在する。オーロラBはMCAKをセントロメアへリクルートし、さまざまな残基を直接リン酸化することが示されている。オーロラBによるリン酸化によって、MCAKの微小管脱重合能は制限される。いくつかの手法でMCAKを阻害すると、キネトコアの紡錘体微小管への接着が不適切なものとなる。
アンフィテリック型結合（姉妹染色分体がそれぞれ反対側の紡錘体極へ接着される、二方向性結合）によって生み出される張力が姉妹キネトコアを引き離すことで、セントロメアの最も奥の領域に位置するオーロラBと、最も外側のfibrous coronaに位置する微小管結合部位との相互作用が破壊されると考えられている。より具体的には、二方向性結合によって生み出された張力によって、MCAKはオーロラBが局在しているよりも外側の領域へ引き出される。このように、有糸分裂は二方向性結合と、オーロラBの基質からの解離によって進行する。

## 染色体凝縮と染色体接着における役割
有糸分裂時、オーロラBはヒストンH3のセリン10番のリン酸化を担う。この修飾は酵母（Ipl1）からヒトまで保存されている。しかしながら、オーロラBによるヒストンH3のリン酸化がクロマチンの凝縮を担っているわけではないようである。オーロラBはセントロメアに豊富に存在するものの、クロマチン全体にわたって分布している。
ショウジョウバエ細胞では、オーロラBの欠失によって染色体構造とその圧縮が損なわれる。こうした細胞では、コンデンシン複合体が染色体に正しく局在しない。同様にC. elegansでは、中期のコンデンシン活性はオーロラBに依存している。しかしながら、ツメガエル卵無細胞抽出液では、オーロラBが存在しなくてもコンデンシンの結合と染色体凝縮は正常に行われる。同様に、細胞をオーロラB酵素活性阻害剤（オーロラBの局在には影響を与えない）で処理した場合もコンデンシン複合体の局在は正常である。
C. elegansの第一減数分裂中期には、オーロラBは相同染色体の対合した腕に局在している。第一減数分裂後期への進行と相同染色体の分離には染色体間の結合の解消が必要であり、その過程はオーロラBに依存している。
有糸分裂中のB細胞では、いくつかのオーロラBの結合パートナーのセントロメアへの正しい局在にはコヒーシンが必要とされる。

## 細胞質分裂における役割
脊椎動物、C. elegans、ショウジョウバエ、分裂酵母において、オーロラB複合体は細胞質分裂に必要である。
さまざまな細胞種において、触媒不活性なオーロラBの過剰発現によって細胞質分裂が阻害される。細胞質分裂の破綻は、オーロラBの結合パートナーの変異によるオーロラBの誤局在によって生じる場合もある。
オーロラBは、III型中間径フィラメントタンパク質ビメンチン、デスミン、GFAPなど、分裂溝に局在するいくつかのタンパク質を標的とする。一般的に、リン酸化によって中間径フィラメントは不安定化される。そのため、分裂溝の中間径フィラメントタンパク質のリン酸化は、細胞質分裂に備えてフィラメントを不安定化する役割を果たしていることが提唱されている。この仮説と符合するように、中間径フィラメントタンパク質のオーロラB標的部位の変異はフィラメントの変形に欠陥をもたらし、細胞質分裂の最終段階を阻害する。
また、オーロラBは分裂溝のミオシンII軽鎖もリン酸化する。オーロラB活性の阻害によって分裂溝へのミオシンIIの正しい局在が阻害され、紡錘体の中央帯の構成が破壊される。

## 紡錘体チェックポイントにおける役割
紡錘体チェックポイントは、全ての姉妹染色分体対が二方向性結合を行うまで、有糸分裂の中期から後期への移行を妨げる機構である。オーロラBを欠く細胞は、染色体の微小管への接着がなされていない場合でも、中期での停止が起こらない。オーロラBが欠乏すると、誤った形で整列を行った染色体が存在する場合でも、有糸分裂の進行が引き起こされる。
オーロラBはMad2やBubR1の局在に関与しているようである。これらのタンパク質は、染色体が紡錘体微小管へ正しく接着していることを認識する役割を果たす。オーロラBの喪失によって、Mad2やBubR1のキネトコア上の濃度は低下する。オーロラBはMad2やBubR1がキネトコアにリクルートされた後の局在の維持を担っているようであり、リクルート自体はオーロラBには依存していない。オーロラBは、野生型細胞の有糸分裂時にみられるBubR1の高リン酸化に直接的または間接的に関与している可能性がある。

## 相互作用
オーロラBは次に挙げる因子と相互作用することが示されている。
- BARD1（英語版）[37]
- BIRC5[38][39]
- CDCA8（英語版）[40][41]
- TACC1（英語版）[42]
- FBXL2（英語版）[43]

## がんにおける役割
オーロラBの濃度の異常な上昇は細胞分裂時の不均等な染色体分離を引き起こし、異数性細胞の形成の原因となる。異数性は、がんの原因にもドライバーにもなる。
がん細胞でのBI 811283によるオーロラBの阻害は、きわめて異常な染色体数を有する細胞（多倍体）の形成をもたらす。オーロラBの阻害は形成された多倍体細胞の分裂を継続させるが、こうした細胞は染色体数の重度の異常のため、最終的には分裂が停止するか、細胞死に至る。

## 軸索の成長と再生における役割
神経細胞におけるオーロラBの新たな機能が報告されている。培養神経細胞で軸索切断を行った後には、軸索の発芽による再生とともに、オーロラBの遺伝子発現の大きな上昇が観察される。さらに、発生中のゼブラフィッシュでは、オーロラBの過剰発現によって脊髄運動ニューロンの軸索成長が加速する。

## 関連文献
- Nigg EA (2001). “Mitotic kinases as regulators of cell division and its checkpoints”. Nat. Rev. Mol. Cell Biol. 2 (1):  21–32. doi:10.1038/35048096. PMID 11413462.
- “cDNA cloning, expression, subcellular localization, and chromosomal assignment of mammalian aurora homologues, aurora-related kinase (ARK) 1 and 2”. Biochem. Biophys. Res. Commun. 244 (1):  285–92. (1998). doi:10.1006/bbrc.1998.8250. PMID 9514916.
- “Multinuclearity and increased ploidy caused by overexpression of the aurora- and Ipl1-like midbody-associated protein mitotic kinase in human cancer cells”. Cancer Res. 58 (21):  4811–6. (1998). PMID 9809983.
- “Identification and characterization of STK12/Aik2: a human gene related to aurora of Drosophila and yeast IPL1”. Cytogenet. Cell Genet. 82 (3–4):  147–52. (1999). doi:10.1159/000015089. PMID 9858806.
- “Human AIM-1: cDNA cloning and reduced expression during endomitosis in megakaryocyte-lineage cells”. Gene 224 (1–2):  1–7. (1999). doi:10.1016/S0378-1119(98)00522-8. PMID 9931403.
- “In silico cloning of a new protein kinase, Aik2, related to Drosophila Aurora using the new tool: EST Blast”. In Silico Biol. (Gedrukt) 1 (2):  123–8. (2001). PMID 11471245.
- “INCENP is required for proper targeting of Survivin to the centromeres and the anaphase spindle during mitosis”. Curr. Biol. 11 (11):  886–90. (2001). doi:10.1016/S0960-9822(01)00238-X. PMID 11516652.
- “CENP-A is phosphorylated by Aurora B kinase and plays an unexpected role in completion of cytokinesis”. J. Cell Biol. 155 (7):  1147–57. (2002). doi:10.1083/jcb.200108125. PMC 2199334. PMID 11756469.
- “Mitotic Phosphorylation of Histone H3: Spatio-Temporal Regulation by Mammalian Aurora Kinases”. Mol. Cell. Biol. 22 (3):  874–85. (2002). doi:10.1128/MCB.22.3.874-885.2002. PMC 133550. PMID 11784863.
- “Aurora-B phosphorylates Histone H3 at serine28 with regard to the mitotic chromosome condensation”. Genes Cells 7 (1):  11–7. (2002). doi:10.1046/j.1356-9597.2001.00498.x. PMID 11856369.
- “Identification of Aurora kinases as RasGAP Src homology 3 domain-binding proteins”. J. Biol. Chem. 277 (26):  23742–6. (2002). doi:10.1074/jbc.C200121200. PMID 11976319.
- “Aurora-B associated protein phosphatases as negative regulators of kinase activation”. Oncogene 21 (20):  3103–11. (2002). doi:10.1038/sj.onc.1205432. PMID 12082625.
- “Survivin enhances Aurora-B kinase activity and localizes Aurora-B in human cells”. J. Biol. Chem. 278 (1):  486–90. (2003). doi:10.1074/jbc.M211119200. PMID 12419797.
- “Proteomic analysis of human metaphase chromosomes reveals topoisomerase II alpha as an Aurora B substrate”. Nucleic Acids Res. 30 (23):  5318–27. (2002). doi:10.1093/nar/gkf665. PMC 137976. PMID 12466558.
- “Generation and initial analysis of more than 15,000 full-length human and mouse cDNA sequences”. Proc. Natl. Acad. Sci. U.S.A. 99 (26):  16899–903. (2003). Bibcode: 2002PNAS...9916899M. doi:10.1073/pnas.242603899. PMC 139241. PMID 12477932.
- “Functional Significance of the Specific Sites Phosphorylated in Desmin at Cleavage Furrow: Aurora-B May Phosphorylate and Regulate Type III Intermediate Filaments during Cytokinesis Coordinatedly with Rho-kinase”. Mol. Biol. Cell 14 (4):  1489–500. (2003). doi:10.1091/mbc.E02-09-0612. PMC 153117. PMID 12686604.
- “Phosphorylation by aurora B converts MgcRacGAP to a RhoGAP during cytokinesis”. Dev. Cell 4 (4):  549–60. (2003). doi:10.1016/S1534-5807(03)00089-3. PMID 12689593.
- “Exploring the Functional Interactions between Aurora B, INCENP, and Survivin in Mitosis”. Mol. Biol. Cell 14 (8):  3325–41. (2004). doi:10.1091/mbc.E02-11-0769. PMC 181570. PMID 12925766.
- “Identification of the substrates and interaction proteins of aurora kinases from a protein-protein interaction model”. Mol. Cell. Proteomics 3 (1):  93–104. (2004). doi:10.1074/mcp.M300072-MCP200. PMID 14602875.